# Sarah Dekker
Sarah Johanna Dekker (* 8. März 2001 in Koggenland) ist eine niederländische Handballspielerin, die für den dänischen Erstligisten Team Esbjerg aufläuft.

## Karriere

### Im Verein
Dekker spielte ab dem Jahr 2012 für den niederländischen Verein Westfriesland SEW, bei dem sie anfangs im Jugendbereich aktiv war. Im Jahr 2016 debütierte die Rechtsaußenspielerin in der ersten Damenmannschaft, die in der Eredivisie antrat. Zur Saison 2019/20 wechselte sie zum deutschen Erstligisten HSG Bensheim/Auerbach. In der Saison 2022/23 musste sie aufgrund einer Knorpelverletzung im Knie pausieren. Ende Dezember 2024 verließ sie Bensheim/Auerbach und schloss sich dem dänischen Erstligisten Team Esbjerg an.

### In Auswahlmannschaften
Mit der niederländischen Jugend- und Juniorennationalmannschaft belegte sie bei der U17-Europameisterschaft 2017 den 10. Platz und bei der U19-Europameisterschaft 2019 den 2. Platz. 2017 nahm sie mit der Jugend auch beim Europäischen Olympischen Sommer-Jugendfestival 2017 teil. Zudem nahm sie 2018 sowohl bei der U18-Weltmeisterschaft und der U20-Weltmeisterschaft teil.
Mit der A-Nationalmannschaft nahm sie an der Europameisterschaft 2024 teil und belegte dort den 6. Platz.